# Klein Pampau
Klein Pampau ist eine Gemeinde im Kreis Herzogtum Lauenburg in Schleswig-Holstein. Altes Dorf, Neues Dorf und Waldstraße liegen im Gemeindegebiet.

## Geographie
Das Dorf liegt ca. 7 km östlich von Schwarzenbek an der Steinau.

## Geschichte
Das Dorf wurde im Ratzeburger Zehntregister von 1230 zum ersten Mal als „sclauico Pampowe“ (Wendisch Pampau) urkundlich erwähnt.
Im Jahre 1919 erfolgte die Einrichtung einer Sprengstofffabrik in Klein Pampau, aber bereits Ende 1926 wurde diese wieder stillgelegt. Ab 1974 wurden die Reste der Fabrik beseitigt.

## Politik

### Gemeindevertretung
Bei der Kommunalwahl am 14. Mai 2023 wurden insgesamt neun Sitze vergeben. Von diesen erhielt die Freie Wählergemeinschaft Klein Pampau fünf Sitze und die Grüne Wählergemeinschaft Klein Pampau und die SPD jeweils zwei Sitze.

### Wappen
Blasonierung: „In Silber ein in gegengerichtete leichte Kurven endender schräglinker blauer Balken, oben ein roter Wasserturm und ein schwarzes Zahnrad, unten ein rotes Bauernhaus mit schwarzem Dach.“